# Mohamed Fakhir
Mohamed Fakhir (arabisch محمد فاخر, DMG Muḥammad Fāḫir; * 1953 in Casablanca) ist ein ehemaliger marokkanischer Fußballspieler und Trainer.

## Karriere

### Spieler
1967 trat Mohammed Fakhir in die Jugendmannschaft von Raja Casablanca ein, bevor er in die A-Mannschaft (1972–1982) versetzt wurde, in der er 1974 und 1977 den Throne Cup gewann.

### Trainer
Er begann seine Trainerkarriere mit als Co-Trainer von Raja Casablanca, danach war er Trainer von Renaissance Sportive de Settat, Sidi Kacem und Hassania Agadir. Als Trainer gewann er dreimal den Throne Cup, 1996 mit Raja Casablanca und 2003 und 2004 mit FAR Rabat. Er gewann außerdem dreimal die marokkanische Meisterschaft, 2002 und 2003 mit Hassania Agadir und 2005 mit FAR Rabat. Seitdem ist Mohammed Fakhir ein angesehener Vereinstrainer Marokkos.
Von Dezember 2005 bis 2007 war er marokkanischer Fußballnationaltrainer.

## Erfolge

### Als Spieler des Raja Casablanca
- Marokkanischer Pokalsieger (2)
  - 1974, 1977

### Als Trainer
Renaissance Settat
- Zweite Liga (1)
  - 1999
- Coupe du Trône
  - Finalist: 2000

Hassania d'Agadir
- Marokkanische Meisterschaft (2)
  - 2002, 2003

 FAR de Rabat
- Marokkanische Meisterschaft (1)
  - 2005
- Coupe du Trône (3)
  - 2003, 2004, 2008
- CAF Confederation Cup (1)
  - 2005

Raja Casablanca
- Marokkanische Meisterschaft (2)
  - 2011, 2013
- Coupe du Trône (2)
  - 1996, 2012
  - Finalist: 2013